# Rincón (Puerto Rico)
Rincón es un municipio del Estado Libre Asociado de Puerto Rico, está repartida en 9 barrios y Rincón Pueblo (el centro urbano y administrativo del municipio).

## Población
- 15,200 habitantes. Según censo 2010

## Geografía

Ubicación de Rincón en Puerto Rico

- Latitud: 18º 20' 31" N
- Longitud: 067º 15' 01" O

## Historia
Se identifican dos fechas para la fundación de Rincón. La primera es el 1 de enero del 1802, según el historiador Don Fernando Millones; y la segunda el 30 de agosto del 1805, según Fray Íñigo Abbad. Ambos historiadores concuerdan que fue el gobierno del Coronel Miguel de Muesas. Para este año el pueblo consistía de un vecindario de 210 familias.
Según Don Pedro Tomás de Córdova, para el 1831 Rincón pertenecía a Aguada. Para esa fecha Rincón estaba constituido por los barrios: Pueblo, Río Grande, Cruz, Atalaya y Calvache. En el 1878 Rincón dependía de Aguadilla en lo militar y judicial. Para esa fecha los barrios se subdividieron y el municipio aparece constituido por los barrios: Pueblo, Cruz, Río Grande, Punta, Ensenada, Atalaya, Jagüey, Calvache y Barrero.
El 1 de marzo de 1902, la Asamblea Legislativa de Puerto Rico Aprobó la "Ley para La Consolidación de Ciertos Términos Municipales de Puerto Rico". La sección primera de esta ley estipulaba "que en el primer día de julio de 1902 el Municipio de Rincón, entre otros, sería suprimido Como Municipio y su ayuntamiento, junto al Alcalde y los empleados municipales y todo el territorio del municipio sería anexado al municipio de Añasco". Rincón fue parte de Añasco hasta el 1905 cuando la Legislatura revocó la Ley aprobada en marzo de 1902 y el Municipio de Rincón es reorganizado y se constituye de nuevo en municipio independiente con los mismos límites que tenía antes de ser anexado a Añasco y la misma organización territorial.
La organización territorial de Rincón se mantiene sin cambio hasta 1948. En este año, la Junta de Planificación de P.R. preparó el Mapa del Municipio de Rincón y sus barrios, y se efectuaron varios cambios con el permiso de las autoridades municipales. El barrio rural Pueblo se organizó independiente del pueblo de Rincón. Se cambió el nombre del barrio Cruz a barrio Cruces. Se amplió la zona urbana del municipio con parte del barrio Ensenada. Actualmente la organización territorial de Rincón es la siguiente: zona urbana: Rincón Pueblo, y zona rural: Atalaya, Barrero, Calvache, Cruces, Ensenada, Jagüey, Pueblo, Puntas y Río Grande.
Se le conoce al pueblo como la ciudad de los bellos atardeceres y como la capital del surfing.

## Barrios
- Atalaya
- Barrero
- Calvache
- Cruces
- Ensenada
- Jagüey
- Pueblo
- Puntas
- Rincón Pueblo
- Río Grande

## Bandera

Bandera de Rincón

La bandera fue aprobada por la Asamblea Municipal en la resolución Núm. 6 del 28 de septiembre de 1973. Fue diseñada por Evaristo Cardona Moreno. (Arte por su hijo José L. Cardona Martínez)
Las nueve estrellas pequeñas simbolizan los barrios y la estrella grande, la zona urbana.
Significado de los colores:
- Rojo: vigor
- Anaranjado: vitalidad
- Amarillo: cristiandad
- Verde: vegetación y esperanza de progreso del municipio
- Blanco: pureza e integridad entre los barrios y la zona urbana

## Escudo
El escudo oficial fue recomendado por el Centro Cultural de Rincón y preparado por Ángel Luis Cardona Moreno. Fue aprobado por la Asamblea Municipal en la resolución Núm. 4, el 9 de julio de 1982.
El cintillo con el nombre de Rincón, el año 1770 (año de fundación) y la corona que representa un castillo medieval español son figuras que adornan nuestro escudo. La figura de la Cruz representa la cristiandad. La figura de una nave española representa el descubrimiento de Puerto Rico por nuestras costas.

## Logotipo
El nuevo logo oficial de nuestro pueblo de Rincón agrupa las bellezas que nos distinguen como pueblo: el faro, el atardecer, nuestras playas, el Desecheo, las ballenas y nuestros Surfers. Fue diseñado por el joven Jeffrey Mercado y aprobado por la Ordenanza Municipal Núm. 19 Serie 2012-2013 de la Legislatura Municipal y el Hon. Carlos D. López Bonilla el 29 de mayo de 2013.

## Himno
Por Conrado Rodríguez

«Rincón es mi pueblo querido, 
yo amo su cielo y su mar.
Son verdes sus campos floridos
con brillo de sol tropical.
Las bellezas de sus montañas
son cual bendiciones de Dios.
Sus flores, su brisa y sus cañas
son gratos mensajes de amor.
Rincón, Rincón yo quiero en tus playas vivir.

Rincón, Rincón yo quiero en tus playas morir.»

## Patrimonio
- - El Faro
  - La Cambija
  - Barrio Barrero
  - Barrio Puntas
  - Iglesia
  - Bote Millán
  - Casa Raffuccí
  - Centro Cultural
  - Museo Tecnológico
  - Escuela Ecológica Tecnológica

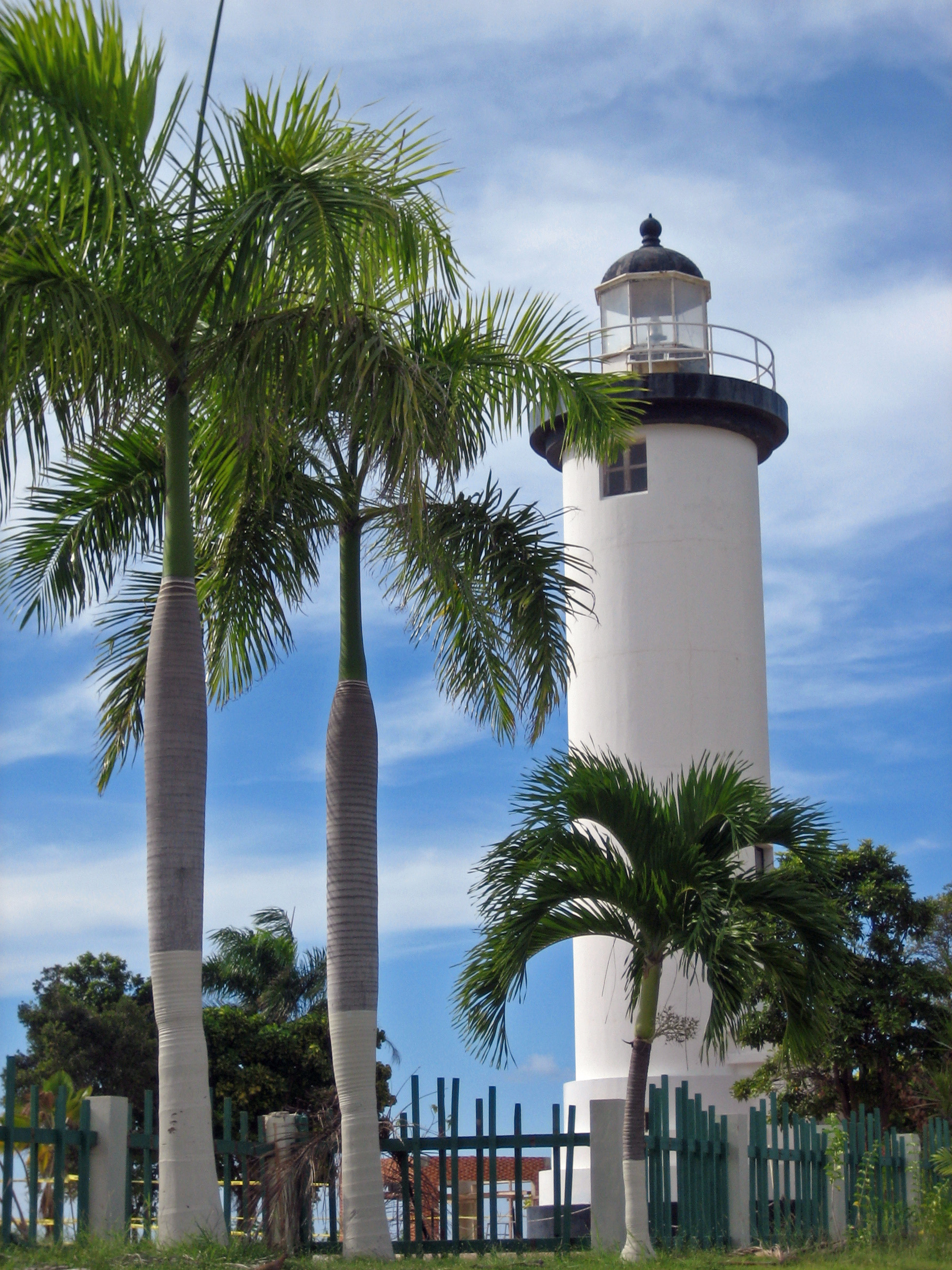
Faro de Rincón

  - El Último Brinco en Barrio Calvache
  - La playa Steps con su reserva natural y corales
  - La Playa Tres Palmas
  - La antigua Planta Nuclear Bonus